# ジャン＝クロード・カリエール
ジャン＝クロード・カリエール（Jean-Claude Carrière、1931年9月17日 - 2021年2月8日）は、フランスの脚本家、俳優、著作家。

## 来歴・人物
フランス、エロー県ベジエ生まれ。
大学在学中に作家を志し、ジャック・タチ監督の作品、『ぼくの伯父さんの休暇』『ぼくの伯父さん』のノベライゼーション（小柳帝訳）を執筆。
同書のイラストを描いた、タチの助監督でもあるピエール・エテックスと意気投合し、大学を中退し、1961年、エテックスと共同で脚本を執筆し、エテックスが監督した短編映画『Rupture（破壊）』で脚本家デビュー。1962年には『幸福な結婚記念日』でアカデミー短編映画賞を受賞する。続いて、『女はコワイです』（1962年）そして『ヨーヨー』（1964年）と、カリエールの監督作で共同脚本を行う。
1963年には、ルイス・ブニュエル監督と出会い、没するまでの約20年間に、『小間使の日記』の脚本を始め、ブニュエルの後期傑作群『昼顔』、『ブルジョワジーの秘かな愉しみ』、『欲望のあいまいな対象』などの脚本を手がける。『ブルジョワジーの秘かな愉しみ』ではアカデミー脚本賞にノミネートされた。
他に、ルイ・マルの『ビバ!マリア』、フォルカー・シュレンドルフの『ブリキの太鼓』、ミロス・フォアマンの『パパ/ずれてるゥ!』と『宮廷画家ゴヤは見た』、アンジェイ・ワイダの『ダントン』、大島渚の『マックス、モン・アムール』、フィリップ・カウフマンの『存在の耐えられない軽さ』、ジャン＝ポール・ラプノーの『シラノ・ド・ベルジュラック』などの100本以上の脚本を執筆。
イギリスの演出家、ピーター・ブルックのため、約30年間にわたり舞台台本を執筆。1980年代にインドの長大な叙事詩『マハーバーラタ』（笈田勝弘・木下長宏共訳）を脚色し、9時間上演版を作った事も著名。1989年に映画化された。
2007年にはコペンハーゲン国際映画祭において、生涯功労賞を授与された。2014年、アカデミー名誉賞を受賞。
2009年にはイタリアの作家・哲学者のウンベルト・エーコと共著『もうすぐ絶滅するという紙の書物について』（工藤妙子訳）を刊行。
2021年2月8日、パリの自宅で死去した。89歳没。

## フィルモグラフィー

### 映画
- 破局 1961 監督脚本
- 幸福な結婚記念日 1961 製作
- 女はコワイです 1962 脚本
- ヨーヨー 1964 脚本
- 小間使の日記 1964 脚本
- 健康でさえあれば 1965 脚本
- ビバ!マリア 1965 脚本
- ホテル・パラディソ 1966 脚本
- 昼顔（1967年） - 脚本
- 大恋愛 1968 脚本
- はるかなる愛のかなたに 1968 脚本
- 銀河 1968 脚本
- パリの大泥棒 1967 脚本
- 太陽が知っている（1969年） - 脚本
- ボルサリーノ（1970年） - 脚本
- パパ/ずれてるゥ!（1971年） - 脚本
- ひきしお（1972年） - 脚本
- 水の中の小さな太陽 1971　脚本
- フランコ・ネロとナタリー・ドロンのサタンの誘惑 1972 脚本
- ブルジョワジーの秘かな愉しみ（1972年） - 脚本
- パリから来た殺し屋 1973 脚本
- 赤いブーツの女 1974 脚本
- 自由の幻想 1974 監督脚本
- 蘭の肉体 1974 脚本
- 呪われた女 1975 脚本
- 友よ静かに死ね 1976 脚本
- 欲望のあいまいな対象（1977年） - 脚本
- 怒れる男 1978 脚本
- ブリキの太鼓（1979年） - 脚本
- 勝手に逃げろ/人生（1980年） - 脚本
- アントニエッタ 1982 脚本
- ダントン（1983年） - 脚本
- スワンの恋 1983 脚本
- 欲望の青い花びら 1984 脚本
- シーデビル 1985 脚本
- 蒼い衝動 1985 脚本
- マックス、モン・アムール（1986年） - 脚本・原案
- 黄金の肉体 ゴーギャンの夢 1986 原案
- 悪霊 1987 脚本
- 存在の耐えられない軽さ（1988年） - 脚本
- マハーバーラタ 1989 脚本
- 五月のミル 1989 脚本
- 恋の掟（1989年） - 脚本
- 惑星アルカナル/宇宙からの使者 1990 脚本
- シラノ・ド・ベルジュラック（1990年） - 脚本
- カサノヴァ最後の恋（1992年） - 脚本
- 欲望の華（1994年） - 脚本・出演
- プロヴァンスの恋 1995 脚本
- 魔王（1996年） - 脚本
- チャイニーズ・ボックス（1997年） - 脚本
- ブニュエル ～ソロモン王の秘宝～ 2001 出演
- 記憶の棘（2004年） - 脚本
- 宮廷画家ゴヤは見た（2006年） - 脚本
- トスカーナの贋作（2010年） - 出演
- わが悲しき娼婦たちの思い出 2011 脚本
- ふたりのアトリエ ～ある彫刻家とモデル 2012 脚本
- 胸騒ぎのシチリア 2015 オリジナル脚本
- パリ、恋人たちの影 2015 脚本
- パリが愛した写真家/ロベール・ドアノー<永遠の3秒>  2016 出演
- コレクション 2017 出演
- つかのまの愛人 2017 脚本
- 永遠の門 ゴッホの見た未来 (2018年) - 脚本
- パリの恋人たち 2018 脚本
- シチリアを征服したクマ王国の物語 2019 声の出演：洞窟の老クマ（アニメーション）

### テレビ映画
- チボー家の人々 2003 TV 脚本
- ゴリオ爺さん 2004 TVM 脚色
- 王妃マリー・アントワネット（2006年） - 脚本

## 日本語訳一覧
- 「恋のメモランダム」 浜文敏 訳、白水社 1984
- 「マハーバーラタ」 笈田勝弘・木下長宏 共訳、白水社 1987
- 「ぼくの伯父さんの休暇」ジャック・タチ 原案、ピエール・エテックス 絵
  - 小柳帝 訳、リブロポート 1995、中央出版アノニマ・スタジオ 2004、中公文庫 2008
- 「万国奇人博覧館」 ギィ・ベシュテル 共著、守能信次 訳、筑摩書房 1996、ちくま文庫 2014
- 「ダライ・ラマが語る：母なる地球の子どもたちへ」ダライ・ラマ14世との対話、新谷淳一 訳、紀伊國屋書店 2000
- 「珍説愚説辞典」 ギィ・ベシュテル 共編、高遠弘美 訳、国書刊行会 2003
- 「教えて!! Mr.アインシュタイン」南條郁子 訳、紀伊國屋書店 2006
- 「記憶の棘」ジョナサン・グレイザー、マイロ・アディカ共著、富永和子 訳、ランダムハウス・講談社文庫 2006
- 「もうすぐ絶滅するという紙の書物について」ウンベルト・エーコとの対話、工藤妙子 訳、阪急コミュニケーションズ 2010
- 「ぼくの伯父さん」ジャック・タチ原案、ピエール・エテックス 絵・小柳帝訳、中央出版 2022